# 26336 Mikemcdowell
26336 Mikemcdowell è un asteroide della fascia principale. Scoperto nel 1998, presenta un'orbita caratterizzata da un semiasse maggiore pari a 2,6938315 UA e da un'eccentricità di 0,0677869, inclinata di 2,91554° rispetto all'eclittica.